# Gabriel Aragón
Gabriel Aragón Bermúdez, más conocido como «Gaby», (Madrid, 3 de julio de 1920-ib., 10 de enero de 1995) fue un payaso y saxofonista español, miembro del trío Gaby, Fofó y Miliki.

## Biografía
Hijo del payaso Emilio Aragón Foureaux —«Emig»— y de la acróbata ecuestre Rocío Bermúdez Contreras, pertenecía a una familia de larga tradición en el mundo del circo. 
Era sobrino del dúo de payasos Pompoff y Thedy. Con esos antecedentes, él mismo, junto a su hermano Alfonso —«Fofó»—, a los que pronto se uniría el tercer hermano Emilio —«Miliki»—, comenzó su carrera artística cuando todavía era un adolescente durante la guerra civil española, actuando en lugares como el London Bar de Barcelona o el Café Victoria de Madrid.
A veces actuaron con su hermana Rocío Aragón, bailaora de flamenco.
También tiene dos hermanas más por parte de padre, Elena y Concepción Aragón Hijón.
En 1946 emigró a América con sus hermanos, y allí triunfó en la televisión, primero en Cuba y a partir de 1970 en Argentina.
También tendrían éxitos cinematográficos en Hispanoamérica con filmes como El nieto del zorro junto al cómico Resortes; Tres bárbaros en un jeep, Había una vez un circo y Los padrinos, donde actuó al lado de su hija Lara Aragón.
En 1972 los tres hermanos regresan a España y en 1973 se estrena su programa en Televisión española El Gran Circo de TVE, que se mantiene en pantalla hasta 1983, cosechando un enorme éxito. 
Después de la retirada del programa, Miliki en 1984 salió del grupo y Gabriel Aragón continuó actuando con sus sobrinos Fofito y Rody hasta 1985. Más adelante formó con cinco de sus diez hijos el grupo de payasos Los Gabytos, con los que siguió trabajando entre 1987 y 1993, a menos de un año de su fallecimiento.

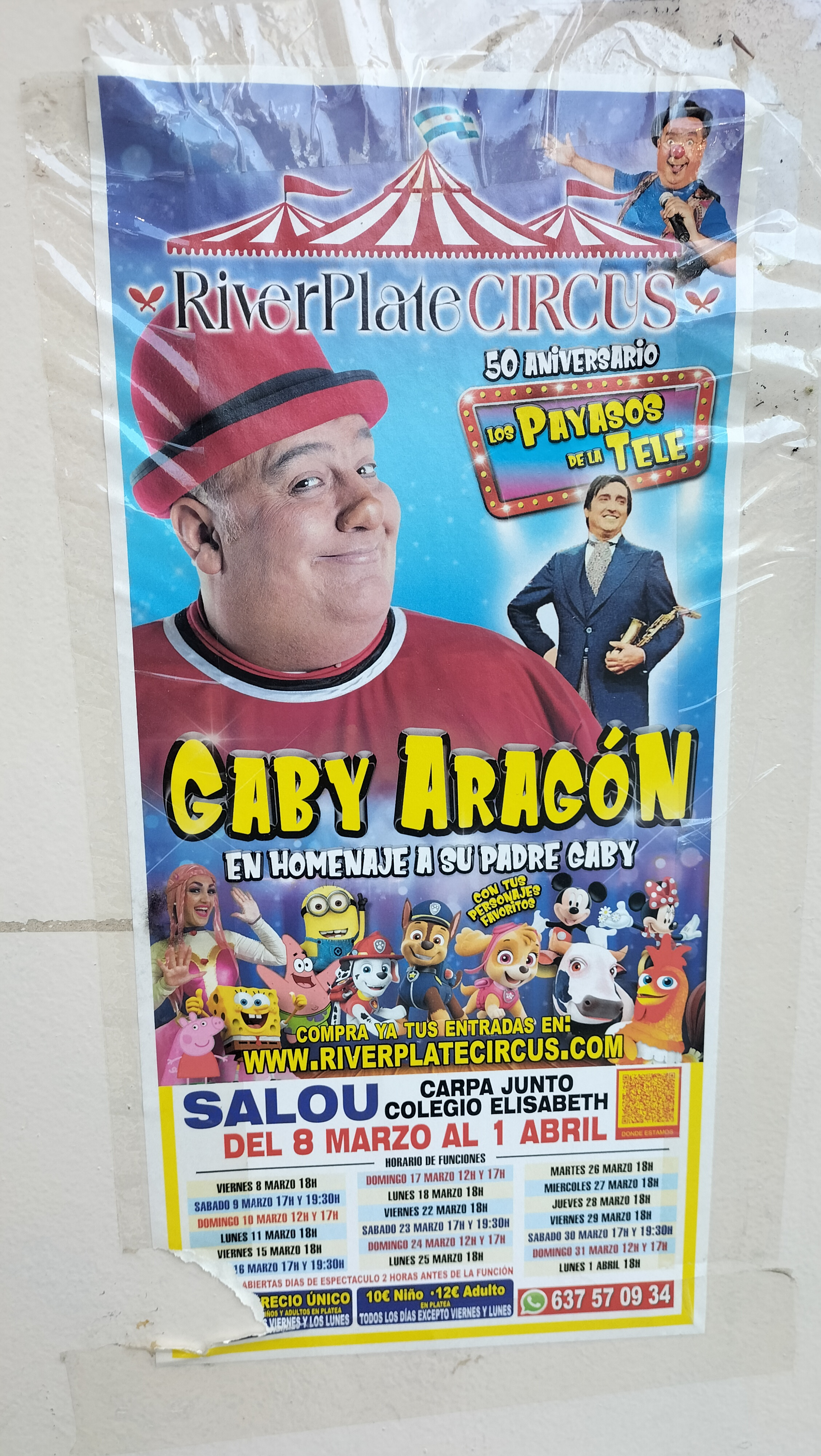
Gaby en un cartel anunciador de un circo con su hijo Gaby Aragón

### Muerte
Falleció el 10 de enero de 1995 a los 74 años en la Clínica de la Concepción de Madrid (mismo lugar en el que había fallecido su hermano Fofó), donde había sido ingresado hacía unos días como consecuencia de complicaciones de la diabetes que padecía. Su sepelio al que acudió toda su familia incluyendo a su hermano Miliki, sus hijos entre ellos Lara Aragón, así como sus sobrinos Emilio, Rita Irasema, Fofito y Rody Aragón se llevó a cabo días después. Fue enterrado en el cementerio de Pozuelo de Alarcón.

## Carácter del personaje
En el trío de payasos, Gaby representaba el personaje del cara blanca, frente a sus hermanos Fofó y Miliki, augusto y contraugusto respectivamente. Asumía pues el papel del «listo» del grupo, que sin embargo siempre terminaba escaldado con las bromas de sus compañeros. Vestido siempre con impecable levita negra, su personaje, intérprete de saxofón, adoptaba un aire serio y pretendía adoptar el rol de líder del grupo, siempre con catastróficos resultados. 

## Vida privada

Los Hermanos Gaby, Fofó y Miliki en Cuba (a. 1957).

Con su primera esposa, Carmen Bernal, tuvo cinco hijos: Gabriel (1942), Hilda María (1947), María Isabel (1952), María del Carmen (1957) y Juana María (1960). En 1969 se casó en Puerto Rico con una puertorriqueña, Virgen Jiménez, con ella tuvo otros cinco hijos: Virgen María —más conocida como Lara— (1971), Gabriel Jr. (1972), Rodrigo (1975), Gonzalo (1981) y Alonso (1985). 

## Filmografía
| Año  | Título                   | Director             | Papel         | Notas |
| ---- | ------------------------ | -------------------- | ------------- | ----- |
| 1948 | El nieto del zorro       | Jaime Salvador       | El Zorro      |       |
| 1955 | Tres bárbaros en un jeep | Manuel de la Pedrosa | Teniente Gaby |       |
| 1972 | Había una vez un circo   | Enrique Carreras     | Gaby          |       |
| 1973 | Los padrinos             | Enrique Carreras     | Gaby          |       |

## Televisión
| Año        | Título                                     | Canal                                      | Notas                                                  |
| ---------- | ------------------------------------------ | ------------------------------------------ | ------------------------------------------------------ |
| 1949       | El Tele-Circo                              | Union Radio Televisión                     | Presentador junto a Fofó y Miliki                      |
| 1950       | El Show de Gaby, Fofó y Miliki             | CMQ Televisión                             | Presentador junto a Fofó y Miliki                      |
| 1957       | The Ed Sullivan Show                       | CBS                                        | Invitado junto a Fofó y Miliki                         |
| 1965, 1968 | El show de las cinco                       | Canal 2 (Puerto Rico), Canal 8 (Venezuela) | Presentador junto a Fofó, Miliki y Familia             |
| 1971       | El Show de Gaby, Fofó y Miliki             | Canal 13 (Argentina)                       | Presentador junto a Fofó, Miliki y Fofito              |
| 1973       | Las aventuras de Gaby, Fofó y Miliki       | TVE                                        | Presentador junto a Fofó, Miliki y Fofito              |
| 1974-1976  | Cantar y reír                              | TVE                                        | Presentador junto a Fofó, Miliki y Fofito              |
| 1974-1981  | El gran circo de TVE                       | TVE                                        | Presentador junto a Fofó, Miliki, Fofito y Milikito    |
| 1975       | Especial Nochevieja 1975                   | TVE                                        | Invitado junto a Fofó, Miliki y Fofito                 |
| 1976       | Esta noche...fiesta                        | TVE                                        | Invitado junto a Miliki y Fofito                       |
| 1978       | El Show de Gaby, Miliki, Fofito y Milikito | Argentina Televisora Color (Canal 7)       |                                                        |
| 1980       | Ding-Dong                                  | TVE                                        | Concursante en el primer programa dedicado a Valencia. |
| 1980       | 625 líneas                                 | TVE                                        | Invitado junto a Miliki, Fofito y Milikito             |
| 1981       | Esta noche                                 | TVE                                        | Invitado junto a Miliki, Fofito y Milikito             |
| 1982-1983  | El loco mundo de los payasos               | TVE                                        |                                                        |
| 1982       | Tompy, el conejito de trapo                | TVE                                        |                                                        |
| 1984       | Ni en vivo ni en directo                   | TVE                                        | Invitado junto a Miliki                                |
| 1984       | Un, dos, tres... responda otra vez         | TVE-1                                      | Programa: "Navidad 1984"                               |
| 1985       | Un, dos, tres... responda otra vez         | TVE-1                                      | Programa: "Navidad 1985"                               |
| 1986       | Plató vacío                                | TVE-1                                      | Programa: 9 de septiembre de 1986                      |
| 1986       | La bola de cristal                         | TVE-1                                      | Programa: 18 de octubre de 1986                        |
| 1994       | El gran circo de Televisión Española       | TVE-1                                      | Programa: 12 de junio de 1994                          |

## Discografía
- Lo que tanto esperé (1951) reeditado en 1959
- Gaby, Fofó, Miliki y familia en el Show de las cinco (1965)
- Pinocho (1965)
- Nuestro disco (1968)
- Din don din don / El comelón (sencillo, 1971)
- A sus amiguitos (1971)
- Adelantando éxitos 1972 (1971)
- Hola don Pepito, hola don José (1971)
- Hola don Pepito, hola don José / La gallina Turuleca (sencillo, 1971)
- Mi barba tiene tres pelos / La gallina Turuleca (sencillo, 1971)
- Todos los niños del mundo son nuestros amiguitos (1972)
- Mami de mis amores / Feliz en tu día (sencillo, 1972)
- Temas de la película Había una vez un circo (EP, 1972)
- Había una vez un circo (1973)
- Había una vez un circo / Don Pepito (sencillo, 1974)
- Los días de la semana / Chévere chévere chon (sencillo, 1974)
- Mami de mis amores / Los días de la semana (sencillo, 1974)
- La gallina Papanatas / Mi barba (sencillo, 1974)
- Gaby, Fofó y Miliki con Fofito (1974)
- Los más grandes éxitos (1975)
- Susanita, Papá y mamá, El sombrero de Gaspar, etc. (1975)
- Susanita / Los soldados de la risa (sencillo, 1975)
- La familia unida (1976)
- Porompompóm, Manuela / ¿Qué nos da el cerdito? (sencillo, 1977)
- Había una vez un disco (1977)
- Cómo me pica la nariz (1979)
- Cómo me pica la nariz / Animales F.C. (sencillo, 1979)
- Cantando, siempre cantando (1980)
- Vaya mentira / La marcha de las letras (sencillo, 1980)
- El loco mundo de los payasos (1982)
- El loco mundo de los payasos / De cachibú de cachivaca (sencillo, 1982)
- Superpeques (1983)
- La historia de los payasos (1983)
- Los payasos de la tele (EP, 1986)
- Pitrinqui pitranca / Tírame la pelota (EP, 1986)

## Espectáculos
- El circo de las Navidades (1974): Gaby, Fofó, Miliki y Fofito
- Los Superpayasos de la Televisión (1975): Gaby, Fofó, Miliki y Fofito
- El circo de las Navidades (1977): Gaby, Miliki y Fofito
- Festival Mundial del Circo (1977): Gaby, Miliki, Fofito y Milikito
- El fabuloso mundo del circo (1985): Gaby, Fofito y Rody

## Premios
Gabriel Aragón recibió, junto a sus hermanos, el Premio TP de Oro de 1974 al «personaje más popular de la televisión» y en 1995 —a título póstumo— el TP de Oro por su trayectoria artística.

## Curiosidades
- En 2024 Correos emitió un sello autoadhesivo dedicado a su figura dentro de la serie 'Personajes 2024'.[4]